# UTC−2:30
UTC-2:30 — позначення для часового поясу, який відстає від всесвітнього часу на 2 годин 30 хвилин. Основою для цього часового поясу є меридіан 37,5° західної довготи, який перетинає острів Ґренландію та східну частину Південної Америки. Проте час UTC-2:30 використовується лише як літній час на частині території канадської провінції Ньюфаундленд і Лабрадор, а саме острові Ньюфаундленд та південно-східній частині Лабрадору. 
Вперше точне зміщення часу UTC-2:30 запроваджене 6 травня 1935 року, до того з 1917 по 1934 рік у літній період діяв час UTC-2:30:52. Зараз час UTC-2:30 діє з другої неділі березня (02:00 NST) до першої неділі листопада (02:00 NDT). За межами цього періоду таке зміщення від UTC не використовується. Зміщення від київського — на 4 годин і 30 хвилин менше 
Літерні позначення: NDT, O†

## Місцеві назви часу UTC-2:30
- Ньюфаундлендський літній час (NDT)

## Використання

### Постійно протягом року
Зараз не використовується

### З переходом на літній час
Зараз не використовується

### Як літній час
- Канада — част.:
  - Ньюфаундленд і Лабрадор (острів Ньюфаундленд та південно-східна частина Лабрадору)

## Історія використання

### Як стандартний час
Ніколи не використовувався

### Як сезонний час
- Канада — част.:
  - Ньюфаундленд і Лабрадор (острів Ньюфаундленд та південно-східна частина Лабрадору) - літні періоди з 1935 року
- Уругвай - (літній сезон 1942/43, зима 1959, 1968, 1974 років)